# Opus incertum

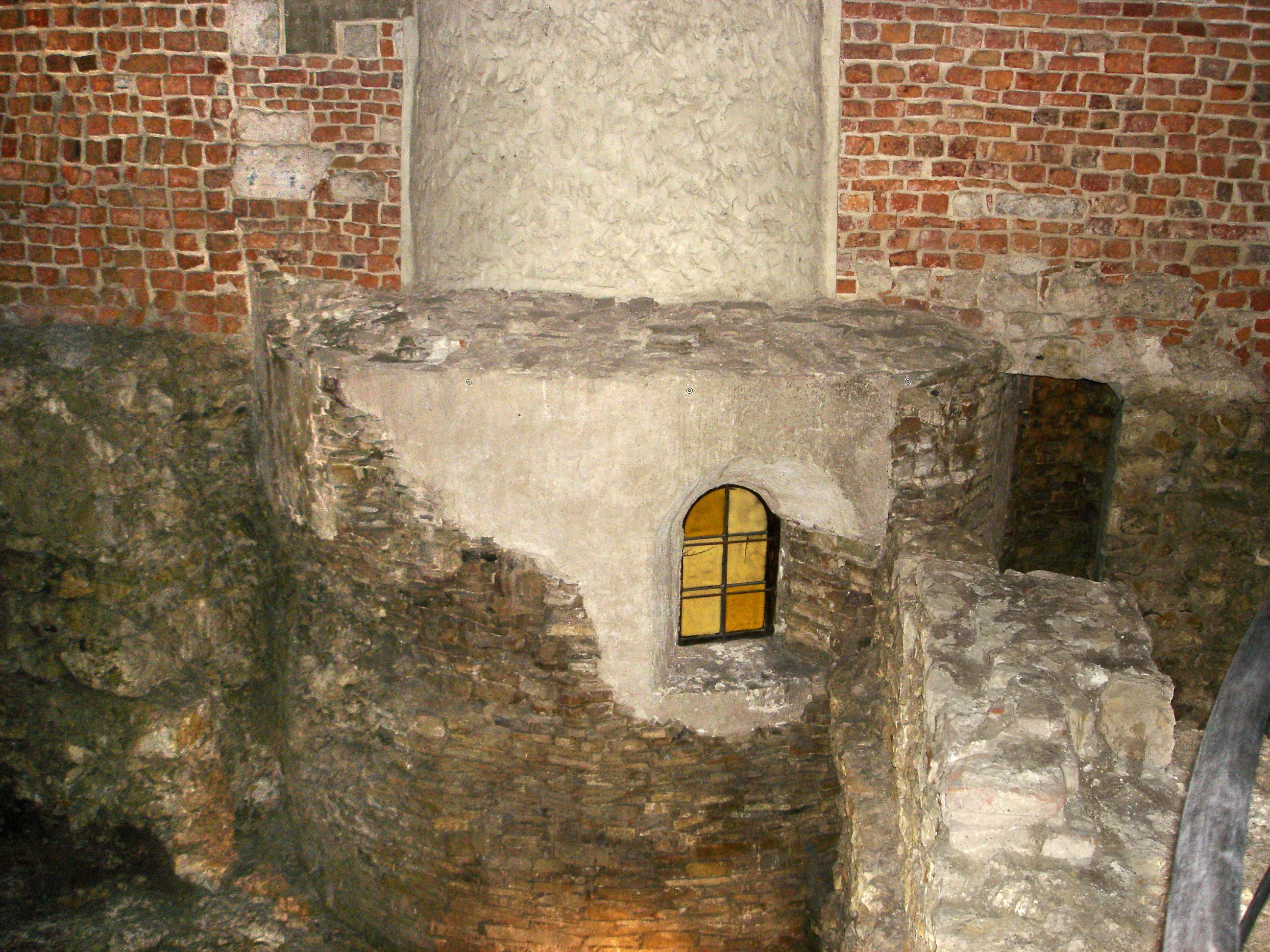
Rotunda Najświętszej Marii Panny na Wawelu, opus incertum widać na dolnej części zdjęcia

Opus incertum – prymitywny sposób układania kamieni warstwy zewnętrznej w murach, wykonanych techniką opus caementicum. Rzeczona warstwa składała się z kamieni ociosanych tylko z jednej strony, ułożonych w nieregularny wzór, skąd też pochodzi nazwa. Sposób ten powstał w II wieku p.n.e.